# Wanani
Wanani – miasto na Komorach, na wyspie Mohéli. Według danych szacunkowych na rok 2009 liczy 2 610 mieszkańców.